# Lista de prefeitos de Santa Rosa
Esta é a lista de prefeitos e vice-prefeitos do município de Santa Rosa, estado brasileiro do Rio Grande do Sul.
O prédio da Prefeitura chama-se Palácio 14 de Julho, denominação oficializada por ato de 31 de agosto de 2011, em homenagem à Colônia 14 de Julho, povoado que deu origem ao município.
| Nº | Prefeito                      | Imagem                | Partido                   | Vice-prefeito                            | Início do mandato      | Fim do mandato                                                            | Observações                                                                  |
| 1  | Arthur Ambros                 |                       | AL                        | —                                        | 10 de agosto de 1931   | 1933                                                                      | Nomeado interventor pelo governo estadual                                    |
| 2  | Licurgo Escobar Moreira       |                       | PDP                       | —                                        | fevereiro de 1933      | agosto de 1933                                                            | Interventor                                                                  |
| 3  | Volenciano Coelho             |                       | PDP                       | —                                        | agosto de 1933         | outubro de 1935                                                           | Interventor                                                                  |
| 4  | Oscar Germany                 |                       | UDN                       | —                                        | outubro de 1935        | abril de 1938                                                             | Prefeito eleito, mas com o Estado Novo, ficou no cargo como Prefeito nomeado |
| 5  | Pautilho Palhares             |                       | UDN                       | —                                        | maio de 1938           | abril de 1944                                                             | Interventor                                                                  |
| 6  | Euclides Fernandes Costa      |                       | PSD                       | —                                        | 1944                   | 1945                                                                      | Interventor                                                                  |
| 7  | Mario Artur Pansardi          |                       | PC                        | —                                        | novembro de 1945       | dezembro de 1945                                                          | Interventor                                                                  |
| 8  | José Cezimbra Machado         |                       | PSD                       | —                                        | dezembro de 1945       | dezembro de 1945                                                          | Interventor                                                                  |
| 9  | José Martins                  |                       | PDP                       | —                                        | dezembro de 1945       | fevereiro de 1946                                                         | Interventor                                                                  |
| 10 | Alfredo Leandro Carlson       |                       | PC                        | Germano Dockhorn                         | 5 de dezembro de 1947  | 1950                                                                      | Prefeito e vice eleitos em sufrágio universal                                |
| 11 | Carlos Verri                  |                       | PTB                       | —                                        | 1950                   | 1951                                                                      | Presidente da Câmara no cargo de Prefeito                                    |
| 12 | José Alfredo Nedel            |                       | PTB                       | José Salim Filho                         | 1952                   | 1955                                                                      | Prefeito e vice eleitos em sufrágio universal                                |
| 13 | Carlos Denardin               |                       | PSD                       |                                          | 1956                   | 1959                                                                      | Prefeito e vice eleitos em sufrágio universal                                |
| 13 | Alfredo Leandro Carlson       |                       | PTB                       | Arno Rodolfo Pilz (PSD)                  | 1º de janeiro de 1960  | 1963                                                                      | Prefeito e vice eleitos em sufrágio universal                                |
| 14 | Arno Rodolfo Pilz             |                       | PSD                       |                                          | 1964                   | 1969                                                                      | Prefeito e vice eleitos em sufrágio universal                                |
| 15 | Alvirio José Scalco           |                       | MDB                       | Antenor Grisotti                         | 1969                   | 1973                                                                      | Prefeito e vice eleitos em sufrágio universal                                |
| 16 | Anacleto Luiz Giovelli        |                       | ARENA                     | Wilson Pedro Seger                       | 1973                   | 1977                                                                      | Prefeito e vice eleitos em sufrágio universal                                |
| 17 | Antônio Carlos Borges         |                       | ARENA                     | Antônio Azzi                             | 1977                   | 1982                                                                      | Prefeito e vice eleitos em sufrágio universal                                |
| 18 | Antônio Azzi                  |                       | ARENA                     | —                                        | 1982                   | 1983                                                                      | Vice-prefeito eleito no cargo de Prefeito                                    |
| 19 | Erni Friderichs               |                       | PDS                       | Alcides Vicini                           | 1983                   | 31 de dezembro de 1988                                                    | Prefeito e vice eleitos em sufrágio universal                                |
| 20 | Alcides Vicini                |                       | PDS                       | Antônio Carlos Borges                    | 1º de janeiro de 1989  | 31 de dezembro de 1992                                                    | Prefeito e vice eleitos em sufrágio universal                                |
| 21 | Osmar Terra                   |                       | PMDB                      | Vicente Joaquim Bogo                     | 1º de janeiro de 1993  | 31 de dezembro de 1996                                                    | Prefeito e vice eleitos em sufrágio universal em eleições de 03.10.1992      |
| 22 | Júlio Osório Brum de Oliveira |                       | PMDB                      | Antônio Aílton Torres de Paula           | 1º de janeiro de 1997  | 31 de dezembro de 2000                                                    | Prefeito e vice eleitos em sufrágio universal em eleições de 03.10.1996      |
| 23 | Alcides Vicini                |                       | PPB                       | Artur Lorentz                            | 1º de janeiro de 2001  | 31 de dezembro de 2004                                                    | Prefeito e vice eleitos em sufrágio universal em eleições de 03.10.2000      |
| 23 | Alcides Vicini                | PP                    | Mário Afonso Bauken (PDT) | 1º de janeiro de 2005                    | 31 de dezembro de 2008 | Prefeito e vice reeleitos em sufrágio universal em eleições de 03.10.2004 |                                                                              |
| 24 | Orlando Desconsi              |                       | PT                        | Sandra Marisa Allebrandt Padilha (PCdoB) | 1º de janeiro de 2009  | 31 de dezembro de 2012                                                    | Prefeito e vice eleitos em sufrágio universal em eleições de 05.10.2008      |
| 25 | Alcides Vicini                |                       | PP                        | Luís Antônio Benvegnú (PSB)              | 1º de janeiro de 2013  | 31 de dezembro de 2016                                                    | Prefeito e vice eleitos em sufrágio universal em eleições de 07.10.2012      |
| 25 | Alcides Vicini                | 1º de janeiro de 2017 | PP                        | Luís Antônio Benvegnú (PSB)              | 31 de dezembro de 2020 | Prefeito e vice reeleitos em sufrágio universal em eleições de 02.10.2016 |                                                                              |
| 26 | Anderson Mantei               |                       | PP                        | Aldemir Eduardo Ulrich (MDB)             | 1º de janeiro de 2021  | 31 de dezembro de 2024                                                    | Prefeito e vice eleitos em sufrágio universal em eleições de 04.10.2020      |
| 26 | Anderson Mantei               | 1º de janeiro de 2025 | PP                        | Aldemir Eduardo Ulrich (MDB)             | 31 de dezembro de 2028 | Prefeito e vice reeleitos em sufrágio universal em eleições de 06.10.2024 |                                                                              |